# Dê Napoletana
Dê Napoletana là một giống dê bản địa từ khu vực phía nam Naples, ở Campania ở miền nam nước Ý. Nó được chăn thả trên sườn núi Vesuvius, trên sườn núi Monti Lattari, và trong vùng nông nghiệp Nocerino Sarnese nằm giữa chúng. Nguồn gốc của giống dê này chưa được biết tới. Giống dê Napoletana có thể xuất phát từ loài dê có nguồn gốc châu Phi được nhập khẩu vào khu vực này trong những năm đầu của thế kỷ XX; tên thay thế Torca Nera hay "dê đen Thổ Nhĩ Kỳ", gợi ý cho thấy nguồn gốc của giống dê này ở lưu vực Địa Trung Hải.
Dê Napoletana là một trong bốn mươi ba giống dê của Ý phân bố hạn chế mà một cuốn sách được lưu giữ bởi Associazione Nazionale della Pastorizia, hiệp hội chăn nuôi cừu và dê quốc gia Ý, với cuốn sách gia phả giống này được thành lập năm 2002. Dê Napoletana trong quá khứ có rất nhiều. Vào đầu những năm 1980, số cá thể giống này đã giảm đáng kể, xuống còn 2000–3000. Vào cuối năm 2013, số cá thể dê đã đăng ký được báo cáo là 71.

## Sử dụng
Năng suất sữa của dê Napoletana cao. Trong thời gian cho con bú 165 ngày, dê giống này cho trung bình 350 lít sữa đối với dê có con đầu lòng và 450 lít cho dê có con thứ hai trở đi. Sữa giống dê này có 4,7% chất béo, 3,4% protein và chứa 5% lactose. Dê con thường được giết mổ lấy thịt với trọng lượng 9–12 kg.